# Sarcophyton infundibuliforme
Sarcophyton infundibuliforme is een zachte koraalsoort uit de familie Alcyoniidae. De koraalsoort komt uit het geslacht Sarcophyton. Sarcophyton infundibuliforme werd in 1958 voor het eerst wetenschappelijk beschreven door Tixier-Durivault. 